# 王杰 (1950年)
王杰（1950年11月—），男，浙江宁波人，中华人民共和国外交官，曾任中国海外交流协会副会长。

## 生平
1968年8月参加工作。1972年2月，加入中国共产党。毕业于中国中央党校，研究生学历。
历任中华人民共和国国务院办公厅人事司副司长、司长。2008年8月至2014年1月9日，担任中纪委驻国务院侨务办公室纪检组组长（副部级），是国务院侨务办公室党组成员。